# Mine de Misima
 (mars 2025).
La mine de Misima est une mine à ciel ouvert d'or et d'argent située sur l'ile de Misima en Papouasie-Nouvelle-Guinée.